# کمیلا بل ۱۰۷
سیارک ۱۰۷ (به انگلیسی: 107 Camilla) صد و هفتمین سیارک کشف شده‌است که در ۱۷ نوامبر ۱۸۶۸ کشف شد.
قدر مطلق سیارک برابر ۷٫۰۸ است.